# Nowy Lipsk
Nowy Lipsk (w miejscowej gwarze białoruskiej Padłucze) – wieś w Polsce położona w województwie podlaskim, w powiecie augustowskim, w gminie Lipsk.
W latach 1975–1998 miejscowość administracyjnie należała do województwa suwalskiego.